# Begoña Bilbao Alboniga
Begoña Bilbao Alboniga (Bermeo, Vizcaya, 23 de noviembre de 1932 - 9 de mayo de 2005) fue una escritora, música y lingüista española. 

## Biografía
Hizo sus primeros estudios en el colegio Carmelitas de Bermeo. En 1984 obtuvo la licenciatura en Filología Vasca en la Universidad de Deusto. Toda su vida trabajó como sastre en una mercería.

### Trayectoria literaria
En la década de los 80 del siglo XX, comenzó a escribir literatura vasca, habiendo sido técnica vasca en Bermeo durante varios años y anteriormente enseñando euskera. Participó en la creación de AEK.También publicó los estudios lingüísticos Bermeo euskera kresaltsua (2002) y Bermeo verba e emolde kresaltsua (2003).
En el año 2000 publicó el cuento Maitemintze berantiarra en la colección Gutiziak. En 2001 publicó Ibaia maitasunaren oztopo. Sus protagonistas son una pareja de trece y catorce años que quieren estar juntos, pero un río se lo impide. Provienen de orígenes diferentes: el chico es cubano y negro, mientras que la niña es del País Vasco francés. Fue su primera obra dirigida al público juvenil.
Entre sus obras traducidas al euskera se encuentran Bermeo la Savage, de Henri Capdeviele, libro escrito en 1922 basado en la historia de los 116 pescadores que murieron en el pueblo en 1912 debido a una desafortunada tormenta. El libro describe la vida cotidiana de los pescadores del pueblo. Bilbao tradujo la obra al euskera en el año 2001 bajo el título Bermeo Basatia.También es autora de la novela Palestina, zure mina (2004) en la que abordó el conflicto entre Israel y Palestina. La protagonista es una mujer que sale del coma en un hospital de Gaza.

## Obra
Algunas de sus obras:

### Narración
- Isuritako ura ez da batzen (1991, Kutxa Fundazioa)

### Novela
- Palestina, zure mina (2004, Elkar)

### Ensayo
- Bermeoko berba eta esamolde kresaltsuak (2002, Bermeoko Udala)
- Bermeoko euskera kresaltsua (2002, Bermeoko Udala)

### Literatura infantil y juvenil
- Ibaia maitasunaren oztopo (2001, Erein).

## Premios y reconocimientos
- 1982, 1984, 1987, 1988, 1994 Premio Bermeo.[1]
- 1990 Premio Ciudad de Irun.[7]
- 1994 Premio Bermeo.[1]
- 1996 Premio Pedro Atarrabia.[8]
- 1997 Premio Erroxape.[8]
- 1997 2º Premio Bermeo.[8]
- 1998 Premio Kimetz Saria, Ordizia.[1]
- 1998 Premio Idatz&Mintz Saria, Bilbao.[1]
- 1999 3er Premio Agustin Zubikarai, Ondarroa.[8]
- 2000 3er Premio Agustin Zubikarai, Ordizia.[8]
- 2000 Premio "Las mujeres cuentan historias" del Ayuntamiento de Bilbao.[8]
- 2001 Premio Lizardi de narrativa infantil y juvenil creado por el Ayuntamiento de Zarauz.[9]

## Vida personal
Tuvo dos hijas: Larraitz (1969) y Ana Lupe (1960). Las letras de algunas de las canciones que hizo famosa su hija Lupe en los años 70 fueron escritas por Begoña,como la famosa canción Bangladesh.